# Garde royale

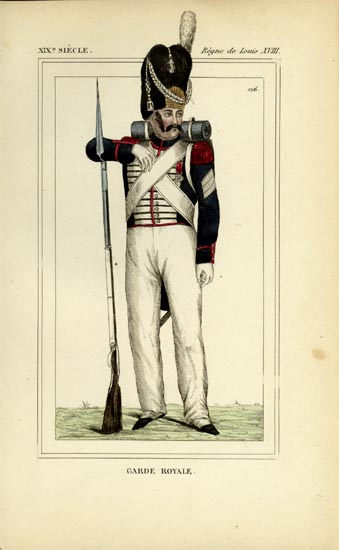
Grenadjär vid gardet under Ludvig XVIII:s regeringstid. Litografi av Pauquet Frères.

Garde royale (svenska: kungliga gardet) var den del av franska armén som hade till uppgift att svara för franske kungens säkerhet under bourbonska restaurationen (1815–1830). Gardet upplöstes efter julirevolutionen 1830. 

## Historia
Efter Ludvig XVIII:s återkomst till Paris 1815 omorganiserades de existerande gardestrupperna (Maison Militaire du Roi), och reducerades i storlek till 25 000 man. Det bestämdes att gardet ensamt skulle svara för kungens personliga säkerhet och fungera som elitförband i krigstid. En ansenlig del av officerskåren hämtades från den gamla aristokratin då Ludvig XVIII misstrodde officerarna som tjänstgjort under Napoleon. Befäl och manskap erhöll även högre löner än sina motsvarigheter vid arméns ordinarie regementen. Kungen var gardets officielle befälhavare med titeln generalöverste. Gardet deltog i kriget i Spanien 1823 och utmärkte sig under slaget vid Trocadero samma år. Under julirevolutionen 1830 förblev större delen av gardet lojalt mot monarkin, men kunde inte hindra Karl X:s abdikation.

## Ingående förband

### Infanteri
- 8 infanteriregementen (sex franska och två schweiziska).

### Kavalleri
- 2 hästgrenadjärregementen
- 2 kyrassiärregementen
- 1 dragonregemente
- 1 hästjägarregemente
- 1 husarregemente
- 1 ulanregemente

### Artilleri
- 1 artilleriregemente (8 batterier med 48 pjäser)

Totalt: 25 000 man

## Galleri

Schweiziska infanterister vid gardet. Litografi av Johann Friedrich Dietler.
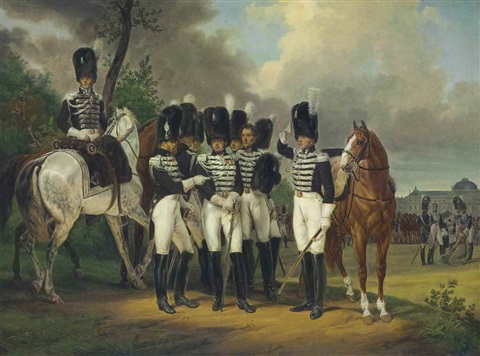
Hästgrenadjärer vid kungliga gardet. Målning av Horace Vernet.